# Nick Ekelund-Arenander
Nick Ekelund-Arenander, född 23 januari 1989, är en svensk-dansk friidrottare, en sprinter som tävlar för Malmö AI i Sverige och Köpenhamns IF i Danmark.

## Karriär
Vid inomhus-SM I februari 2022 tog Ekelund-Arenander silver på 400 meter efter ett lopp på säsongsbästat 47,16 sekunder. Följande månad var han en del av Sveriges stafettlag tillsammans med Kasper Kadestål, Karl Wållgren och Erik Martinsson vid inomhus-VM i Belgrad. De slutade på totalt nionde plats i försöksheatet på 4×400 meter med en tid på 3.09,48, endast 1,18 sekunder från en finalplats.

## Personliga rekord
| Utomhus - 100 meter – 10,64 (Göteborg, Sverige 14 augusti 2015) - 200 meter – 20,98 (Ålborg, Danmark 28 juli 2013) - 400 meter – 45,50 (Madrid, Spanien 13 juli 2013) 0NR0 - 800 meter – 1.57,30 (Bagsværd, Danmark 20 augusti 2011) - 400 meter häck – 58,10 (Esbjerg, Danmark 15 maj 2010) - Spjut – 26,60 (Halmstad, Sverige 29 juni 2021) | Inomhus - 200 meter – 21,42 (Växjö, Sverige 19 januari 2014) - 400 meter – 46,31 (Stockholm, Sverige 6 februari 2014) - 800 meter – 1.55,52 (Malmö, Sverige 27 januari 2013) |

### Fotnoter
1. ↑  ”Stora SM 2013, dag 4”. trackandfield.se. Arkiverad från originalet den 4 september 2013. https://web.archive.org/web/20130904001146/http://www.trackandfield.se/resultat/2013/130901.htm. Läst 2 september 2013.
2. ↑  ”Stora SM 2013, dag 3”. trackandfield.se. Arkiverad från originalet den 3 september 2013. https://web.archive.org/web/20130903075045/http://www.trackandfield.se/resultat/2013/130831.htm. Läst 2 september 2013.
3. ↑  ”Stafett-SM 2013”. huddinge-friidrott.org. Arkiverad från originalet den 4 mars 2016. https://web.archive.org/web/20160304222253/http://www.huddinge-friidrott.org/tavlingar/13/stafettsm/resultat.htm. Läst 29 maj 2013.
4. ↑  ”Stafett-SM 2015”. smfriidrott.com. Arkiverad från originalet den 24 november 2015. https://web.archive.org/web/20151124055051/http://www.smfriidrott.com/tavling/stafett-sm-2015/resultat. Läst 31 oktober 2015.
5. ↑  ”Stora SM 2017”. Arkiverad från originalet den 2 oktober 2017. https://archive.today/20171002101026/http://www.trackandfield.se/resultat/2017/170825_27.htm. Läst 1 oktober 2017.
6. ↑  ”Stafett-SM 2017”. mai.se. http://mai.se/download/Resultatlista_Stafett-SM-2017.pdf. Läst 25 augusti 2017.
7. ↑  ”Stora SM 2018”. Arkiverad från originalet den 28 augusti 2018. https://web.archive.org/web/20180828053332/http://www.trackandfield.se/resultat/2018/180824.htm. Läst 5 september 2018.
8. ↑  ”Friidrotts-SM 2019 Karlstad”. Arkiverad från originalet den 2 september 2019. https://web.archive.org/web/20190902083413/http://212.247.216.72/friidrott/sm19/result_t.php. Läst 17 september 2019.
9. ↑  ”Stafett-SM 2019-05-25/26”. huddingeais.se. https://data.huddingeais.se/tavling/19/stafettsm/190525.htm. Läst 25 augusti 2019.
10. ↑  ”Results”. 2020.smfriidrott.com. Arkiverad från originalet den 13 juni 2021. https://web.archive.org/web/20210613193920/https://2020.smfriidrott.com/app/uploads/2020/08/sm2020_lordag_resultat.pdf. Läst 16 augusti 2020.
11. ↑  ”Friidrotts-SM, Borås 27-29.8.21”. friidrottsstatistik.se. https://www.friidrottsstatistik.se/resultsswe.php?CID=12994166&Season=2021. Läst 29 augusti 2021.
12. ↑  ”SM-JSM-USM-VSM Stafett, Huddinge 31.7-1.8.21”. friidrottsstatistik.se. https://www.friidrottsstatistik.se/resultsswe.php?CID=12993132&Season=2021. Läst 29 augusti 2021.
13. ↑  ”Resultat: SM-JSM-USM-VSM Stafett, Göteborg/S 28‐29.5.22”. friidrottsstatistik.se. https://www.friidrottsstatistik.se/resultsswe.php?CID=13014836&Season=2022. Läst 6 augusti 2022.
14. ↑  ”Resultat: SM-JSM-USM-VSM Stafett, Södertälje 9‐10.9.23”. friidrottsstatistik.se. https://www.friidrottsstatistik.se/resultsswe.php?CID=13047605&Season=2023. Läst 23 oktober 2023.
15. ↑  ”Resultat: SM-JSM-USM-VSM Stafett, Uppsala 25‐26.5.24”. friidrottsstatistik.se. https://www.friidrottsstatistik.se/resultsswe.php?CID=13073599&Season=2024. Läst 18 juni 2024.
16. ↑  ”Resultat: Friidrotts-SM, Uddevalla 28‐30.6.24”. friidrottsstatistik.se. https://www.friidrottsstatistik.se/resultsswe.php?CID=13077169&Season=2024. Läst 29 juni 2024.
17. ↑  ”Resultat: SM-JSM-USM-VSM Stafett, Västerås 24‐25.5.25”. friidrottsstatistik.se. https://www.friidrottsstatistik.se/resultsswe.php?CID=13104870&Season=2025. Läst 1 augusti 2025.
18. 1 2  ”Stora inne-SM 2013, resultat”. trackandfield.se. Arkiverad från originalet den 20 februari 2013. https://web.archive.org/web/20130220083140/http://www.trackandfield.se/Resultat/2013/130215.htm. Läst 18 februari 2013.
19. 1 2  ”Stora inne-SM 2014 dag 2, resultat”. trackandfield.se. Arkiverad från originalet den 4 mars 2016. https://web.archive.org/web/20160304223712/http://www.trackandfield.se/resultat/2014/140223.htm. Läst 29 januari 2015.
20. ↑  ”Resultat: ISM, Växjö 25‐27.2.22 Inne”. friidrottsstatistik.se. https://www.friidrottsstatistik.se/resultsswe.php?CID=13003615&Season=2022. Läst 30 juni 2024.
21. ↑  ”Personsida på Friidrottstatistik”. friidrottsstatistik.se. https://www.friidrottsstatistik.se/atswe.php?Gender=1&ID=119333. Läst 10 september 2021.
22. ↑  ”Dansk friidrottare valde SM före DM - förlorar ekonomiskt stöd”. sydsvenskan.se. 4 mars 2014. Arkiverad från originalet den 4 september 2019. https://web.archive.org/web/20190904100057/https://www.sydsvenskan.se/2014-03-04/dansk-friidrottare-valde-sm-fore-dm---forlorar-ekonomiskt-stod. Läst 20 maj 2015.
23. ↑  ”PB och guld för Linnéa och Kasper”. friidrott.se. 26 februari 2022. Arkiverad från originalet den 28 mars 2022. https://web.archive.org/web/20220328154521/https://www.friidrott.se/Nyheter/allmannanyheter/2022/Februari/pbochguldforlinneaochkasper. Läst 28 mars 2022.
24. ↑  ”Stafettlaget nära VM-final: ”Fajtades bra””. friidrott.se. 20 mars 2022. Arkiverad från originalet den 28 mars 2022. https://web.archive.org/web/20220328154516/https://www.friidrott.se/Nyheter/allmannanyheter/2022/Mars/stafettlagetnaravm-finalfajtadesbra. Läst 28 mars 2022.
25. ↑  ”Ingen final för stafettherrarna”. mai.se. 20 mars 2022. https://www.mai.se/maibloggen/ingen-final-for-stafettherrarna/. Läst 28 mars 2022.
26. 1 2 3 4 5 6 7 8 9  ”Personsida på Worldathletics webbplats” (på engelska). worldathletics.org. https://worldathletics.org/athletes/sweden/nick-ekelund-arenander-14379266. Läst 8 augusti 2021.